# Julijus Glebovas
Julijus Glebovas (* 22. November 1980 in Vilnius) ist ein litauischer Jurist, Diplomat und Politiker, der derzeit als stellvertretender Verkehrsminister Litauens tätig ist.

## Leben
Nach der Schule in Karoliniškės und dem Abitur 1999 am Antakalnis-Gymnasium Vilnius absolvierte Julijus Glebovas von 1999 bis 2004 ein einstufiges Magisterstudium der Rechtswissenschaften (Fachspezialisierung Völkerrecht und EU-Recht) an der Rechtsfakultät der Universität Vilnius in Saulėtekis der litauischen Hauptstadt Vilnius. 
Von 2003 bis 2004 arbeitete er als Jurist im Unternehmen UAB „Algirdai“ und von 2000 bis 2001 als Assistent eines Juristen bei UAB „Baltic Garant“.
Von 2004 bis 2012 war er Berater des Ausschusses für Europäische Angelegenheiten im litauischen Parlament, in der Seimas-Kanzlei. 
Von 2012 bis 2017 arbeitete er als Chefspezialist und Sektorleiter der Abteilung für internationale Beziehungen des Staatsunternehmens AB „Litauische Eisenbahnen“, ab 2014 stellvertretender Leiter der Abteilung Multimodaler Transport und Entwicklung.
Von 2017 bis 2020 war Glebovas Handelsattaché an der Botschaft der Republik Litauen in Belarus.
Von 2021 bis 2024 war er Handelsattaché an der Botschaft der Republik Litauen in den Niederlanden. Seit Dezember 2024 ist er stellvertretender Verkehrsminister Litauens unter Leitung von Eugenijus Sabutis im Kabinett Paluckas, geleitet von Gintautas Paluckas, ernannt von Gitanas Nausėda.
Glebovas ist auch Wein-Sommelier, korrespondierendes Mitglied des Litauischen Sommelier-Verbandes.
Er spricht englisch, französisch, spanisch und russisch.

## Familie
Er ist verheiratet. Seine Frau Neringa Glebovė ist auch Verwaltungsjuristin.